# KNVB Beker 1906/07
De KNVB Beker 1906/07 was de negende editie van dit voetbaltoernooi.
VOC Rotterdam wist voor de 2e keer in de finale van de beker te belanden en versloeg daarbij Voorwaarts met 4-3 na verlenging. VOC Rotterdam was de eerste club die de beker voor de tweede keer veroverde, het won de beker eerder in het seizoen 1904/05.

## Eerste ronde
| Datum            | Thuis                  | Uitslag(en) | Uit                        | Speelstad                 |
| ---------------- | ---------------------- | ----------- | -------------------------- | ------------------------- |
| 4 november 1906  | Concordia (Delft) 2    | 6-1         | Neerlandia (Amsterdam)     |                           |
| 4 november 1906  | Vitesse (Arnhem)       | 2-1         | Quick (Den Haag) 2         |                           |
| 4 november 1906  | Voorwaarts (Den Haag)  | 8-0         | Oranje Nassau (Almelo)     |                           |
| 4 november 1906  | Neptunus               | 2-1*        | HFC veteranen              |                           |
| 4 november 1906  | RAP                    | 0-6         | Holland (Amsterdam)        |                           |
| 4 november 1906  | Quick (Amersfoort)     | 6-1         | DAVO (Vlaardingen)         |                           |
| 4 november 1906  | Volharding (Amsterdam) | 1-4         | HVV 2                      |                           |
| 4 november 1906  | MVVO                   | 5-0**       | Be Quick (Groningen)       |                           |
| 4 november 1906  | HBS 2                  | 6-0         | Ajax (Amsterdam)           |                           |
| 4 november 1906  | Willem II              | 2-3         | Hercules (Enschede)        |                           |
| 4 november 1906  | AVV (Amsterdam) 2      | 2-15        | AFC                        |                           |
| 4 november 1906  | PW 2                   | 4-1         | Ajax (Amsterdam) 2         |                           |
| 4 november 1906  | Sparta (Rotterdam) 2   | 6-0         | Ajax (Leiden) 2            |                           |
| 4 november 1906  | VVV (Amsterdam)        | 5-2         | Sparta Rotterdam veteranen | Rotterdam, terrein Sparta |
| 4 november 1906  | DFC veteranen          | 1-11        | Haarlem 2                  |                           |
| 4 november 1906  | Quick (Kampen)         | 2-0         | Wilhelmina (Den Bosch) 2   |                           |
| 4 november 1906  | Wilhelmina (Den Bosch) | 3-1         | Quick (Nijmegen)           |                           |
| 4 november 1906  | VOC                    | 3-2         | HFC 2                      |                           |
| 4 november 1906  | Hercules (Utrecht) 2   | 6-1         | De Tubanters               |                           |
| 4 november 1906  | VOC 2                  | 5-0**       | Vitesse (Arnhem) 2         |                           |
| 4 november 1906  | Concordia (Delft)      | 1-2         | AVV (Amsterdam)            |                           |
| 4 november 1906  | VVA                    | 4-3         | DVS                        |                           |
| 4 november 1906  | Achilles (Rotterdam)   | 6-2         | Be Quick (Zutphen)         |                           |
| 4 november 1906  | Frisia                 | 7-1         | AFC 2                      |                           |
| 4 november 1906  | EDO (Haarlem)          | 0-3         | PW                         |                           |
| 4 november 1906  | Helmond                | 1-1***      | Allen Weerbaar             |                           |
| 11 november 1906 | Allen Weerbaar         | 5-0**       | Helmond                    |                           |
| 4 november 1906  | Victoria (Hilversum)   | 5-0**       | Celeritas (Rotterdam)      |                           |
| 4 november 1906  | Excelsior (Rotterdam)  | 5-0**       | RAP veteranen              |                           |
| 4 november 1906  | DFC 2                  | 3-0         | Rapiditas (Rotterdam)      |                           |
| 4 november 1906  | Tubantia               | 5-2         | USC                        |                           |

* na protest (oorspronkelijk: 2-2 na verlenging).

** reglementair. Be Quick (Groningen), Vitesse 2, Helmond, Celeritas en RAP veteranen trekken zich terug.

*** gestaakt in tweede verlenging.

Vrijgeloot: Rapiditas (Rotterdam)

Inschrijving niet geaccepteerd: Kralingsche FC (nog niet aangesloten bij NVB of andere erkende bond)

## Tweede ronde
| Datum            | Thuis                  | Uitslag(en) | Uit                   | Speelstad           |
| ---------------- | ---------------------- | ----------- | --------------------- | ------------------- |
| 2 december 1906  | Vitesse (Arnhem)       | 4-3         | Hercules (Utrecht) 2  |                     |
| 2 december 1906  | Wilhelmina (Den Bosch) | 1-9         | Voorwaarts (Den Haag) |                     |
| 2 december 1906  | DFC 2                  | 1-3         | Neptunus              | Breda, terrein NOAD |
| 2 december 1906  | HBS 2                  | *           | AVV (Amsterdam)       |                     |
| 16 december 1906 | HBS 2                  | 7-1         | AVV (Amsterdam)       |                     |
| 2 december 1906  | Haarlem 2              | 3-1         | Allen Weerbaar        |                     |
| 2 december 1906  | VOC                    | 5-0**       | Victoria (Hilversum)  |                     |
| 2 december 1906  | AFC                    | 6-1*        | Excelsior (Rotterdam) |                     |
| 9 december 1906  | AFC                    | 5-0**       | Excelsior (Rotterdam) |                     |
| 2 december 1906  | PW                     | 2-5         | PW 2                  |                     |
| 2 december 1906  | Achilles (Rotterdam)   | 2-0*        | Quick (Amersfoort)    |                     |
| 9 december 1906  | Achilles (Rotterdam)   | 1-2         | Quick (Amersfoort)    |                     |
| 2 december 1906  | Holland (Amsterdam)    | 4-1         | Tubantia              |                     |
| 2 december 1906  | Sparta (Rotterdam) 2   | 5-0**       | Hercules (Enschede)   |                     |
| 2 december 1906  | VOC 2                  | 3-3*        | Concordia (Delft) 2   |                     |
| 16 december 1906 | Concordia (Delft) 2    | 5-2         | VOC 2                 |                     |
| 9 december 1906  | MVVO                   | 1-7         | HVV 2                 |                     |
| 16 december 1906 | VVV (Amsterdam)        | 5-0**       | Quick (Kampen)        |                     |
| 23 december 1906 | VVA                    | 5-0**       | Frisia                |                     |

* gestaakt i.v.m. weersomstandigheden of duisternis, daarna replay.

** reglementair. Victoria (Hilversum), Excelsior (Rotterdam), Hercules (Enschede), Quick (Kampen) en Frisia trekken zich terug.

## Derde ronde
| Datum          | Thuis                | Uitslag(en) | Uit                   |
| -------------- | -------------------- | ----------- | --------------------- |
| 6 januari 1907 | VVV (Amsterdam)      | 3-4*        | Voorwaarts (Den Haag) |
| 6 januari 1907 | Neptunus             | 1-10        | AFC                   |
| 6 januari 1907 | Sparta (Rotterdam) 2 | 4-1         | PW 2                  |
| 6 januari 1907 | Holland (Amsterdam)  | 0-3         | HVV 2                 |
| 6 januari 1907 | HBS 2                | 5-1         | Quick (Amersfoort)    |
| 6 januari 1907 | Concordia (Delft) 2  | 0-8         | VOC                   |
| 17 maart 1907  | Vitesse (Arnhem)     | 4-0         | VVA                   |

* na verlenging.

Vrijgeloot: Haarlem 2

## Vierde ronde
| Datum            | Thuis                 | Uitslag(en) | Uit                  |
| ---------------- | --------------------- | ----------- | -------------------- |
| 17 februari 1907 | VOC                   | 3-1         | AFC                  |
| 17 maart 1907    | Voorwaarts (Den Haag) | 5-1         | Sparta (Rotterdam) 2 |
| 24 februari 1907 | HVV 2                 | 4-1         | Haarlem 2            |
| 29 maart 1907    | Vitesse (Arnhem)      | 1-3         | HBS 2                |

## Halve finales
| Datum         | Thuis | Uitslag(en) | Uit                   | Speelstad                |
| ------------- | ----- | ----------- | --------------------- | ------------------------ |
| 24 maart 1907 | VOC   | 6-0         | HVV 2                 | Haarlem, terrein Haarlem |
| 31 maart 1907 | HBS 2 | 1-2         | Voorwaarts (Den Haag) | Utrecht, terrein UVV     |

## Finale
| Datum      | Winnaar           | #beker | Uitslag  | Finalist       | Speelstad             |
| ---------- | ----------------- | ------ | -------- | -------------- | --------------------- |
| 5 mei 1907 | VOC Rotterdam (2) | 2      | 4-3 n.v. | Voorwaarts (1) | Den Haag, terrein HVV |